# Rhacochelifer samai
Espèce
Rhacochelifer samai est une espèce de pseudoscorpions de la famille des Cheliferidae.

## Distribution
Cette espèce est endémique de Turquie. Elle se rencontre vers Icef Camliyayla.

## Publication originale
- Callaini, 1987 : Su alcune specie di Cheliferidae della regione mediterranea (Arachnida, Pseudoscorpionida). (Notulae Chernetologicae 22). Bollettino del Museo Civico di Storia Naturale di Verona, vol. 13, p. 273-294.